# Jeremi Kubicki
Jeremi Kubicki (sinh ngày 6 tháng 4 năm 1911 - mất ngày 6 tháng 12 năm 1938) là một họa sĩ người Ba Lan. Ông tham gia các cuộc thi nghệ thuật tại Thế vận hội Mùa hè 1932 và Thế vận hội Mùa hè 1936.

## Tiểu sử
Năm 1929, Kubicki bắt đầu theo học tại Học viện Mỹ thuật ở Warsaw dưới sự chỉ dẫn của các họa sĩ Tadeusz Pruszkowski và Leonard Pękalski. Sau khi tốt nghiệp, ông chủ yếu vẽ tranh chủ đề phong cảnh và cảnh đời sống bình dị. Vào các năm 1932 và 1936, ông tham gia các cuộc thi nghệ thuật của Thế vận Mùa hè, nhưng không giành được giải thưởng. Ông là một trong những họa sĩ vẽ các bức tranh về lịch sử Ba Lan cho Gian hàng Ba Lan tại Hội chợ Thế giới năm 1939 ở New York, để đánh dấu kỷ niệm 20 năm thành lập Đệ Nhị Cộng hòa Ba Lan. Các bức tranh từ gian hàng này đã được Bảo tàng Ba Lan ở Chicago mua lại và đang được trưng bày tại trường Cao đẳng Le Moyne ở Syracuse, New York.
Năm 1934, Kubicki kết hôn với bà Anna Henneberg (một họa sĩ và phi công, 1907–1936). Bà qua đời vì bệnh lao chỉ hai năm sau khi kết hôn. Hai năm sau, Kubicki cũng tự sát bằng cách tự bắn vào đầu mình vào năm 1938.

## Tranh tiêu biểu
- Landscape with Boats (1926)
- Manoeuvres (1930)